# Erik Sundin
Erik Sundin (* 1. März 1979 in Stockholm) ist ein schwedischer Fußballspieler. Der Mittelfeldspieler, der 2010 mit Helsingborgs IF den Svenska Cupen gewann, bestritt in seiner bisherigen Laufbahn über 200 Spiele in den schwedischen Profiligen Allsvenskan und Superettan.

## Werdegang
Sundin begann 1985 mit dem Fußballspielen beim mehrfachen Meister AIK. Dort durchlief er die diversen Jugendmannschaften, konnte sich jedoch nicht für die Männermannschaft empfehlen. Daher verließ er 1998 den Verein in Richtung Enebybergs IF. Mit dem Klub stieg er am Ende des Jahres aus der drittklassigen Division 2 Västra Svealand ab.
Nach einem Jahr in der vierten Liga wechselte Sundin vor der Zweitliga-Spielzeit 2000 zum FC Café Opera in die Superettan. Nachdem er anfangs noch Ergänzungsspieler war und nur unregelmäßig zum Einsatz kam, etablierte er sich ab der Spielzeit 2002 im Mittelfeld des Klubs und erzielte sieben Tore in 26 Saisonspielen. Da der Verein zudem Farmteam von AIK war, kam er parallel dort vereinzelt in Pokalspielen und in der Reservemannschaft zum Einsatz. Auch nach der Fusion von Café Opera mit Väsby IK zum Väsby United blieb er dem Klub zunächst in der zweiten Liga treu.
Anfang 2006 wechselte Sundin innerhalb der Superettan zu Assyriska Föreningen, bei dem er im Laufe des Jahres sechs Tore in 27 Spielen erzielte. Mit dem Klub belegte er am Ende der Spielzeit 2006 einen Relegationsplatz und musste nach zwei Unentschieden gegen Bunkeflo IF aufgrund der Auswärtstorregel in die Drittklassigkeit absteigen. Daraufhin wechselte er erneut den Klub und schloss sich Trelleborgs FF in der Allsvenskan an, bei dem er einen Zwei-Jahres-Kontrakt unterschrieb. Wie bei seiner vorherigen Station etablierte er sich auf Anhieb als Stammspieler. Mit dem Klub fand er sich im Abstiegskampf wieder, mit vier Toren in 25 Saisonspielen trug er zum Erreichen des vorletzten Tabellenplatzes und damit zum Klassenerhalt bei.
Nach Ablaufen seines Vertrages war Sundin ab November 2008 vereinslos. Im Dezember gab Helsingborgs IF die Verpflichtung des Mittelfeldspielers bekannt. Beim südschwedischen Klub unterschrieb er einen Zwei-Jahres-Vertrag mit Option auf einjährige Verlängerung. Bei seinem neuen Klub konnte er sich nicht dauerhaft in der Stammformation etablieren. Im Sommer noch Stammspieler, der mit zwei Toren in der Qualifikation zur Europa League 2009/10 auf sich aufmerksam machte, ehe der Klub gegen den FK Sarajevo ausschied, kam er im Herbst hauptsächlich als Einwechselspieler zum Einsatz. In der Spielzeit 2010 etablierte er sich wiederum in der Angriffsreihe des Klubs und zeichnete sich mit acht Saisontoren als regelmäßiger Torschütze aus. Während sich die Mannschaft mit Malmö FF ein Duell um den Meistertitel lieferte, das letztlich zugunsten des Konkurrenten entschieden wurde, zog sie zudem ins Endspiel um den Svenska Cupen ein. An der Seite von Alexander Gerndt, Christoffer Andersson und Erik Edman holte er gegen den Zweitligisten Hammarby IF den Titel, da Rasmus Jönsson in der 80. Spielminute der spielentscheidende Treffer zum 1:0-Erfolg gelang. Im März des folgenden Jahres kam es dann im Supercupen zum erneuten Duell mit Malmö FF, das er mit einem Tor kurz vor Schluss zum 2:1-Endstand für seinen Klub und zum ersten Erfolg eines Pokalsiegers in diesem Wettbewerb entschied.